# Dürrenhorn
Dürrenhorn (również Dirruhorn) – szczyt w Alpach Pennińskich, części Alp Zachodnich. Leży Szwajcarii w kantonie Valais. Należy do masywu Mischabel. Szczyt można zdobyć ze schronisk Täschhütte (2701 m) i Bordierhütte (2886 m). Szczyt góruje nad lodowcem Riedgletscher.
Pierwszego odnotowanego wejścia dokonali Albert Frederick Mummery, William Penhall, Alexander Burgener i Ferdinand Imseng 7 września 1879 r.